# San Diego County Administration Center
Centre administratif du comté de San Diego
Le San Diego County Administration Center, anciennement San Diego Civic Center et City and County Administration Building, est un bâtiment historique de San Diego, en Californie. Il abrite les bureaux du comté de San Diego.
Achevé en 1938, de style Beaux-Arts et de style renouveau colonial espagnol, il a été principalement financé par la Work Projects Administration. En raison de son architecture remarquable et son emplacement donnant sur la baie de San Diego, il est surnommé le Jewel on the Bay (« joyau sur la baie »).
Le bâtiment est inscrit sur le Registre national des lieux historiques depuis 1988.

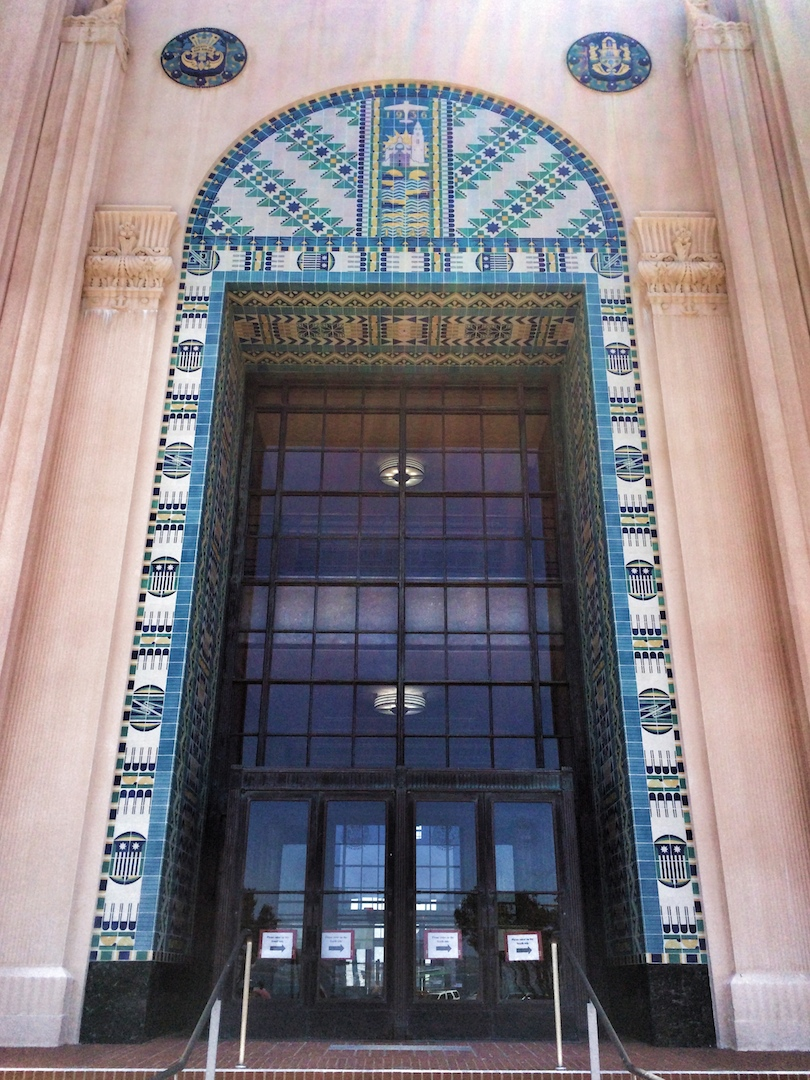
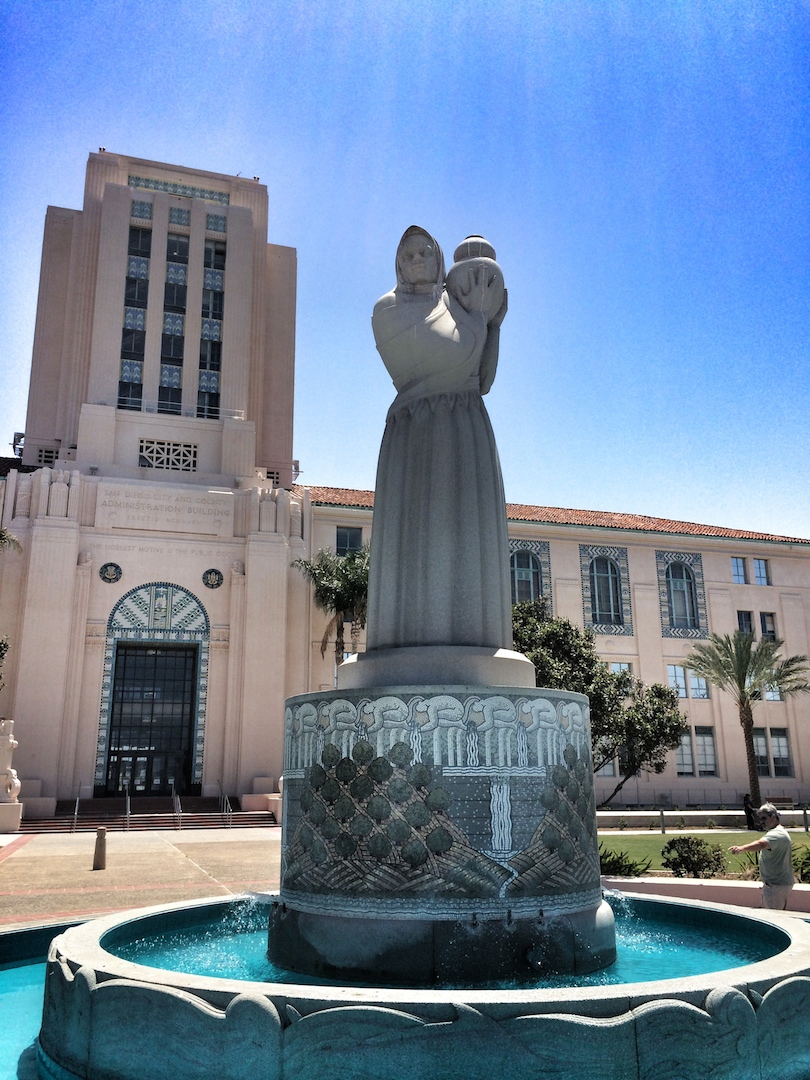
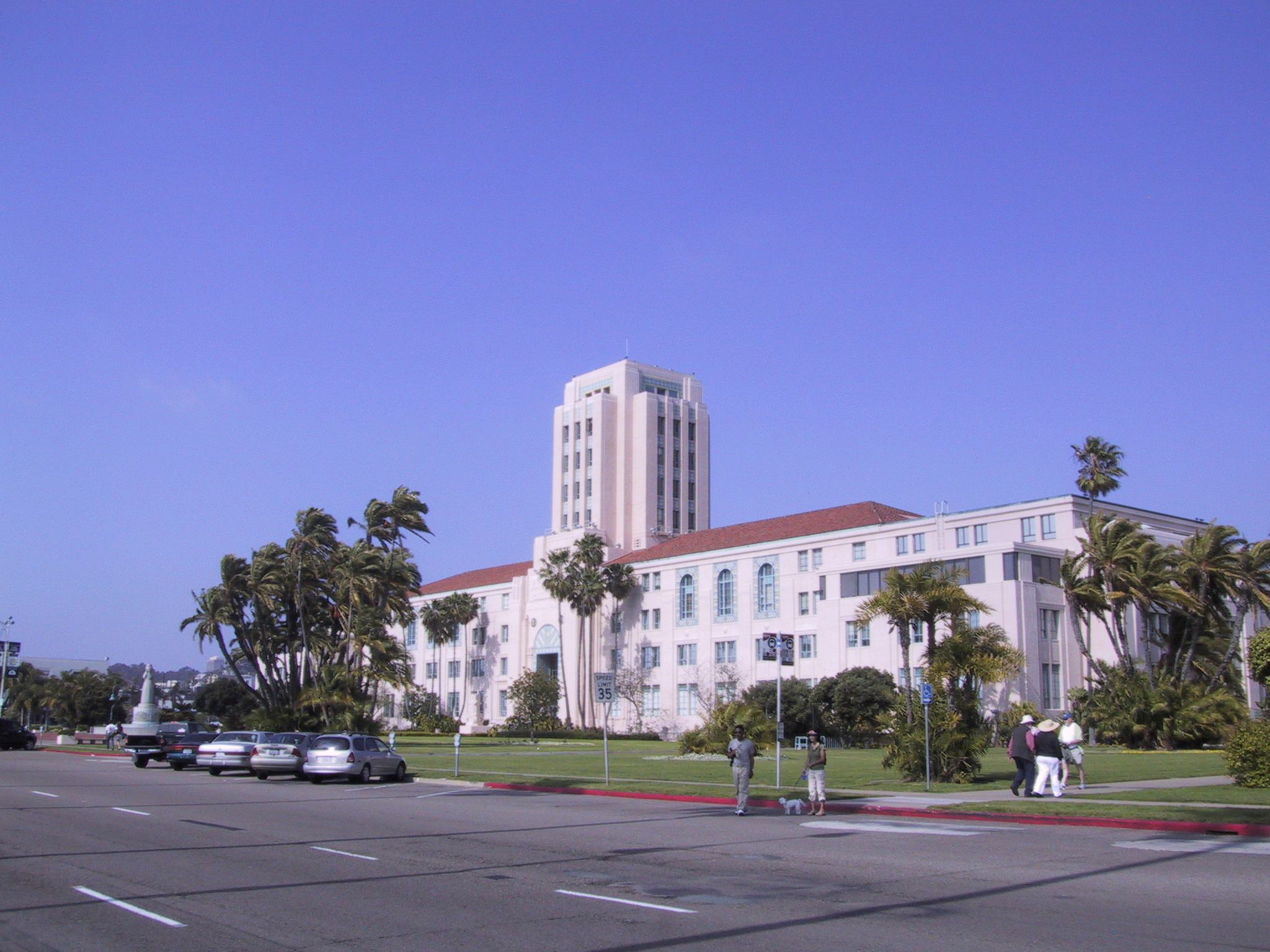